# August Hyllested
August Hyllested   (Estocolm, 17 de juliol de 1856 - Blairmore, 5 d'abril de 1946) Nascut a Estocolm, fou un pianista i compositor suec.
Estudià en el Conservatori de Copenhaguen i després a Berlín, on tingué per mestres a Theodor Kullak i Franz Liszt. Després de recórrer bona part d'Europa donant concerts es traslladà als Estats Units, i de 1886 fins 1891, fou director del Col·legi de Musica de Chicago. El 1894 tornà a Europa per a retornar a Amèrica el 1897, retornant a Europa al cap dels anys i morint a Blairmore (Escòcia).
Entre les seves composicions hi figuren: Die Rheinnixe, comèdia; Elizabeth, poema simfònic amb doble cor; Danses escandinaves, per a piano; Suite romantica, i d'altres moltes obres per a piano.